# Émile Lemonnier
Émile René Lemonnier (Château-Gontier, 27 novembre 1893 – Lạng Sơn, 12 mars 1945), est un officier général français.

## Biographie
Né à Château-Gontier dans la Mayenne, il est le fils d'un bourrelier, Émile Jean Lemonnier, et de Marie Ernestine Fournier.
En 1903, il entre au collège de Château-Gontier.
Il reçoit, en 1904, le prix d’excellence et le premier prix dans chaque matière.
En 1910, il obtient le baccalauréat avec mention « bien ».
Émile Lemonnier intègre l'École polytechnique (promotion X1912) à Nantes le 7 octobre 1912.

### Première Guerre mondiale
Le 10 août 1914, il est nommé sous-lieutenant au 25e régiment d’artillerie (RA), puis affecté au 7e régiment d’artillerie à pied le 8 mars 1915.
Il est promu lieutenant le 4 avril 1916.
Durant la Première Guerre mondiale, il est cité à l’ordre du régiment : 

« A organisé avec un dévouement remarquable le service de l’artillerie de tranchée de son secteur en payant de sa personne sans soucis du danger a choisi à différentes reprises particulièrement les 22 et 23 septembre 1916 l’occasion de bombardements ennemis violents pour se porter en 1re ligne dans les endroits les plus exposés et sans abris dans le but de situer l’emplacement des mines ennemies et a réussi en restant sous le feu à faire des réglages très efficaces de ses pièces. »

Une seconde citation à l’ordre du corps d’armée, le décrit comme : 

« Officier de tout premier ordre a dirigé les tirs de sa batterie pendant la préparation d’attaque du 10 au 16 avril 1917. A tiré de sa batterie déjà surmenée un rendement considérable. A été blessé après avoir tiré sa dernière torpille. »

Le 9 octobre 1918, le lieutenant Lemonnier passe dans l’armée coloniale.
Il est affecté au 341e régiment d'artillerie lourde coloniale, puis au 3e régiment d’artillerie coloniale (RAC) auprès du corps expéditionnaire de la Russie du Nord le 14 février 1919.

### Entre-deux guerres
Promu capitaine le 26 septembre 1920, Émile Lemonnier rejoint, avec le 11e régiment d’artillerie malgache, le Levant français le 6 janvier 1921.
Rapatrié et affecté au 2e RAC en février 1923, il s’embarque le 20 juin 1923 à destination de l’Afrique-Occidentale française (AOF).
Il est affecté au 3e bataillon de tirailleurs sénégalais en janvier 1924.
Il est cité en 1924 : 

« Officier remarquable, travailleur acharné, d'une incomparable valeur professionnelle, morale, intellectuelle, toujours volontaire pour les missions difficiles et périlleuses. »

Rapatriable, il rentre en France, par Bordeaux, le 1er juin 1925, et est affecté à l’état-major particulier de l’artillerie.
Le capitaine Lemonnier fait partie de la 49e promotion de l'École supérieure de guerre entre novembre 1927 et 1929.
Promu chef d’escadron le 21 décembre 1928, le commandant Lemonnier est mis à la disposition du général commandant supérieur les troupes du groupe de l’Indochine le 1er septembre 1929 et s’embarque pour Haïphong sur le SS Athos II (en).
Il passe au 4e RAC le 15 février 1931.
De retour en métropole en juin 1933, il est affecté au 10e RAC.
Émile Lemonnier est promu lieutenant-colonel le 21 décembre 1933.
Le 15 mars 1935, il est muté au 3e RAC.
Il est muté à l’état-major du préfet maritime de Bizerte (Tunisie) en octobre 1935.
Chevalier de la Légion d'honneur depuis 1920, il est nommé officier de l’ordre le 20 décembre 1935.
Promu colonel en 1937, il occupe le poste de directeur de l'artillerie au Cambodge.

### Seconde Guerre mondiale
À compter du 16 août 1939, le colonel Lemonnier est affecté au 5e RAC en Indochine.
Le 22 septembre 1940, le territoire entre dans la Seconde Guerre mondiale avec l’invasion japonaise de l'Indochine.
En 1942, il commande la 2e brigade de la division du Tonkin, à Hanoï, sous les ordres du général Aymé.
Général depuis 1943, Émile Lemonnier commande la 3e brigade de la division du Tonkin, à Lạng Sơn.
Il est chargé d’assurer la défense de cette province et de celle de Cao Bang sur la frontière sino-indochinoise.
Après la reprise de Manille le 5 février, un coup de force japonais se produit dans la nuit du 9 au 10 mars 1945 contre les garnisons du Tonkin.
Le général Lemonnier est tué après le massacre de la garnison de la citadelle de Lạng Sơn le 12 mars 1945 .
Après une résistance acharnée puis la reddition de la place, les Japonais massacrent 460 prisonniers, dont le général Lemonnier et le résident Auphelle, décapités dans les grottes de Ky Lua, au mépris du respect des conventions de guerre dont le premier traité, sur la « protection des victimes militaires de la guerre » a été signé en 1864 à Genève mais dont le Japon n’était pas signataire.
Reconnu « mort pour la France », il est enterré à Château-Gontier le 13 mars 1950.

Il est cité à titre posthume le 15 mars 1950 : 

« Officier général d'une valeur intellectuelle et morale hors de pair.
Commandant la 3e brigade de la division du Tonkin, a conduit avec une énergie farouche la résistance à l'agresseur japonais.
Dans la nuit du 9 au 10 mars 1945, capturé par l'ennemi, à bout de munitions, alors que d'autres points d'appui continuaient à tenir, a refusé par deux fois de signer une capitulation totale.
Conduit au bord d'un fossé, agenouillé, les mains liées derrière le dos, a préféré avoir la tête tranchée plutôt que de forfaire à l'honneur.
Demeurera dans l'histoire comme un exemple saisissant de ce que sont la volonté et le caractère français. »

## Décorations
Officier de la Légion d'honneur (décret du 20 décembre 1935)

 Croix de guerre 1914–1918, étoile de vermeil (deux citations)

 Croix de guerre 1939–1945 (citation posthume du 15 mars 1950)

 Insigne des blessés militaires

## Postérité
À Château-Gontier, son nom est inscrit sur le monument aux morts et une rue porte son nom.

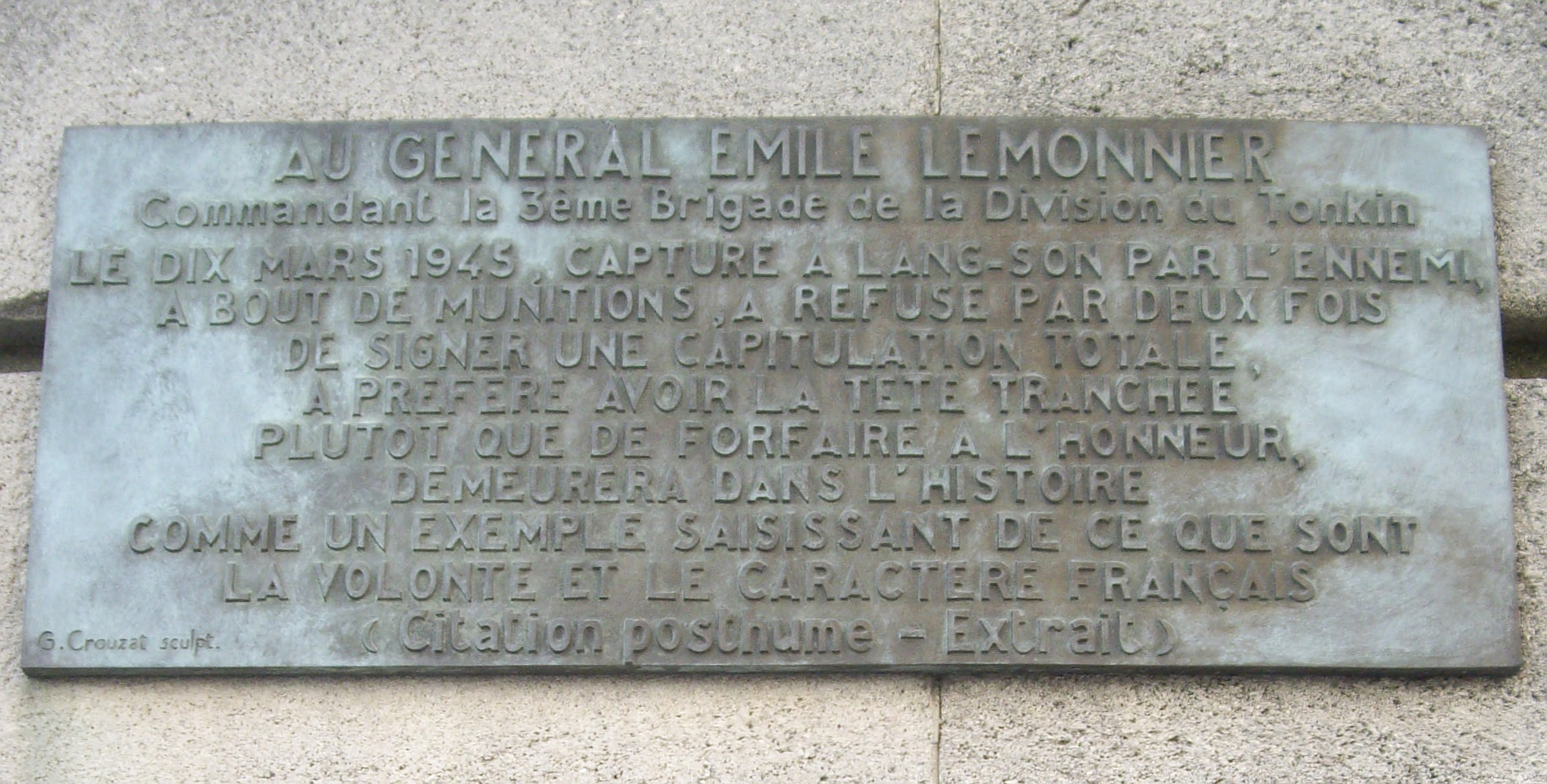
Plaque commémorative à Paris, avenue du Général-Lemonnier.

Depuis 25 mars 1957, à Paris, l’ancienne rue des Tuileries (1er arrondissement) ouverte vers 1877 est baptisée avenue du Général-Lemonnier.
Le 17 juin 1965 est inaugurée la plaque commémorative apposée à l'angle de l'avenue du Général-Lemonnier et du quai Aimé-Césaire (à l'époque quai des Tuileries).
Le camp Lemonnier, situé dans la ville de Djibouti, et ancien camp de la Légion étrangère, porte son nom.
Ce camp a successivement servi au 5e régiment interarmes d'outre-mer (RIAOM), aux forces terrestres djiboutiennes, et abrite actuellement une base de la marine américaine ainsi que le siège de la force combinée américaine qui prend part à la lutte contre la piraterie autour de la Corne de l'Afrique.
Son nom est inscrit au monument À la gloire des polytechniciens morts pour la France de l'École polytechnique à Paris et sur celui de Palaiseau.

### Sources
- Service historique de la Défense, Caen. Cote AC 21 P 279493.